# Хребетно-руховий сегмент
Хребетно-руховий сегмент (ХРС) (англ. Spinal motion segment) — анатомічний комплекс, що складається з двох суміжних хребців з відповідними суглобами, м'язово-зв'язковим апаратом на цьому рівні та одного міжхребцевого диска. Вважається функціональною одиницею хребтового стовпа.
За даними І. М. Данилова в книзі «Остеохондроз для професійного пацієнта» (Київ 2010), термін ввів в практику німецький професор Юнганс в 30-і роки ХХ століття. Зараз термін використовується в фізіології — як позначення функціонального комплексу, в неврології — при описі спинномозкових структур, а також в травматології, мануальній терапії, рентгенології і ін. спеціальностях медицини.